# ML2-SA1
ML2-SA1 (EVP-22) es un compuesto químico que actúa como un "agonista" (es decir, abridor de canales) para el canal de calcio TRPML2 , con alta selectividad para TRPML2 y sin actividad significativa en los canales TRPML1 y TRPML3 relacionados. Se ha utilizado para demostrar el papel de TRPM2 en la función del sistema inmunitario, ambos desencadenan la liberación de la quimiocina CCL2 de macrófagos y el tráfico endolisosomal.